# Черевки (Мядельський район)
Черевки (біл. вёска Чараўкі) — село в складі Мядельського району Мінської області, Білорусь. Село підпорядковане Нарачанській сільській раді, розташоване в північній частині області.